# 亞歷桑德羅·阿戈斯蒂尼
亞歷桑德羅·阿戈斯蒂尼（義大利語：Alessandro Agostini；1979年7月23日—）是一位已退役意大利足球運動員。在場上的位置是左後衛。最後效力於意大利足球甲級聯賽球隊維羅納足球俱樂部，他也曾效力於卡利亞里。